# Chaetozone senticosa
Chaetozone senticosa är en ringmaskart som beskrevs av Blake in Blake, Hilbig och Scott 1996. Chaetozone senticosa ingår i släktet Chaetozone och familjen Cirratulidae. Inga underarter finns listade i Catalogue of Life.